# Парадокс на Банах-Тарски
Парадоксът на Банах-Тарски е теорема от геометрията в теорията на множествата, която гласи: За дадена твърда сфера в триизмерно пространство, съществува такова разлагане на сферата на краен брой непресичащи се подможества, след което е възможно те да се съединят по различен начин, при което да се получат две идентични копия на първоначалната топка. Процесът на повторното сглобяване включва само преместването на частите и пренареждането им, без да се променя формата им. Все пак, самите части не са „твърди“ в класическия смисъл на думата, а са съвкупности от безброй точки. Реконструкцията работи дори и при наличието на само пет части.
Друг начин за представяне на теоремата гласи, че при дадени два твърди обекта (например малка и голяма топка), отрязаните парчета от която и да е топка могат да построят другата топка. Понякога неформално парадоксът е оприличаван с грахово зърно, от което може да бъде построено Слънцето.
Теоремата представлява парадокс, тъй като противоречи на основната геометрична интуиция. Удвояването на топката чрез разделянето ѝ на части и преместването им без разтягане, огъване или добавяне на нови точки следва да е невъзможно, тъй като тези действия би трябвало да запазват първоначалния обем на топката. Това съображение, обаче, не е приложимо тук, защото е невъзможно да се определи обема на разглежданите подмножества. Повторното им съединяване създава множество с обем, което е различно от първоначалния обем.
Парадоксът е открит през 1926 г. от Стефан Банах и Алфред Тарски и прилича на открития по-рано парадокс на Хаусдорф, като доказателството му се основава на същата идея.